# WAPA-score
De WAPA-score, ook onder de Engelse term AVPU bekend, is een score om het bewustzijn van een patiënt of slachtoffer te bepalen. WAPA is een korte, vlugge manier om het bewustzijn te beoordelen en kan het verschil tussen leven en sterven maken. De score wordt bepaald door uiterlijke waarneming; er worden geen instrumenten zoals saturatiemeters of bloeddrukmeters bij gebruikt.
De WAPA-score is een versimpelde versie van de Glasgow-comaschaal, waarbij men minimaal 3 en maximaal 15 punten kan toekennen, bij het openen van ogen, het bewegen van het lichaam als ook verbale reacties.
De score wordt als volgt bepaald:
| WAPA          | AVPU                | Omschrijving                                                      |
| ------------- | ------------------- | ----------------------------------------------------------------- |
| Wakker        | Alert               | De patiënt is wakker en reageert op alle bevelen.                 |
| Aanspreekbaar | (responds to) Voice | De patiënt reageert alleen wanneer hij wordt aangesproken.        |
| Pijngevoellig | (responds to) Pain  | De patiënt reageert alleen wanneer een pijnprikkel wordt gegeven. |
| A-reactief    | Unresponsive        | De patiënt reageert niet.                                         |

## ACVPU
In juli 2012 publiceerde het Britse Royal College of Physicians de National Early Warning Score (NEWS), met als doel de beoordeling van patiënten te standaardiseren. In december 2017 volgde NEWS2 en werd de C van Confused (confuus) aan de AVPU-schaal toegevoegd, omdat een patiënt weliswaar alert kan zijn, maar tegelijkertijd verward, waaraan medische oorzaken ten grondslag kunnen liggen. De nieuwe schaal ziet er dus als volgt uit:
| ACVPU               | Omschrijving                                                      |
| ------------------- | ----------------------------------------------------------------- |
| Alert               | De patiënt is wakker en reageert op alle bevelen.                 |
| Confused            | De patiënt is alert, maar er is sprake van acute verwarring.      |
| (responds to) Voice | De patiënt reageert alleen wanneer hij wordt aangesproken.        |
| (responds to) Pain  | De patiënt reageert alleen wanneer een pijnprikkel wordt gegeven. |
| Unresponsive        | De patiënt reageert niet.                                         |